# D.J. Caruso
D.J. Caruso, właśc. Daniel John Caruso Jr. (ur. 17 stycznia 1965 w Norwalk) – amerykański reżyser, scenarzysta i producent filmowy.

## Życiorys
Urodził się w Norwalk w Connecticut w rodzinie pochodzenia włoskiego jako syn Lorraine (z domu Zullo) i Daniela Johna Caruso, który był właścicielem salonu House of Beauty. W 1983 ukończył Norwalk High School. Jest absolwentem Pepperdine University w Malibu w Kalifornii.
Rozpoczął swoją karierę jako asystent produkcji. Jego najbardziej znanymi filmami są: Niepokój, Jezioro Salton, Złodziej życia, Podwójna gra i Jestem numerem cztery.
Od 1991 jest żonaty z Holly Kuespert, z którą ma czwórkę dzieci.

## Filmografia
| Rok  | Tytuł                                         | Reżyser | Scenarzysta | Producent |
| ---- | --------------------------------------------- | ------- | ----------- | --------- |
| 1991 | Ciężka próba (The Hard Way)                   |         |             | T         |
| 1993 | Kryptonim Nina (Point of no Return)           |         |             | T         |
| 1993 | Nowa zasadzka (Another Stakeout)              |         |             | T         |
| 1994 | Strefa zrzutu (Drop Zone)                     |         |             | T         |
| 1995 | Na żywo (Nick of Time)                        |         |             | T         |
| 1997 | Cyclops, Baby (krótkometrażowy)               | T       |             |           |
| 2002 | Jezioro Salton (The Salton Sea)               | T       |             |           |
| 2002 | Crazy as Hell                                 | T       |             |           |
| 2004 | Złodziej życia (Taking Lives)                 | T       |             |           |
| 2005 | Podwójna gra (Two for the Money)              | T       |             |           |
| 2007 | Niepokój (Disturbia)                          | T       |             |           |
| 2008 | Eagle Eye                                     | T       |             |           |
| 2011 | Jestem numerem cztery (I Am Number Four)      | T       |             |           |
| 2011 | Inside                                        | T       | T           |           |
| 2013 | Lato przyjaźni (Standing Up)                  | T       | T           |           |
| 2016 | Pokój grozy (The Disappointments Room)        | T       | T           |           |
| 2017 | xXx: Reaktywacja (xXx: Return of Xander Cage) | T       |             |           |
| 2021 | Odkupienie miłości (Redeeming Love)           | T       | T           |           |
| 2021 | The Expendables: A Christmas Story            | T       |             |           |